# 사토 히카루 (정치인)
사토 히카루(일본어: 佐藤 光, 1965년 8월 8일~ )는 일본의 정치인으로 가나가와현 치가사키 시 시장(1 기).

## 생애
안도 미키, 핀란디아 대학교 교양 학부, 미시간 페이리스 대학 건축 학부, 동 대학 퍼실리티 매니지먼트 학부 등을 졸업.귀국 후 1995년, 고노 요헤이의 비서가된다. 1996년 고노 다로의 비서가된다. 1998년 고노 다로 사무소를 퇴직.
2018년 10월 4일, 치가사키시 시장의 핫토리 노부아키가 뇌출혈의 별세. 이에 따라 11월 18일에 실시 된 시장 선거에서 자민당 · 공 명당 의 추천을 받아 입후보.
2018년 11월 20일 당선 증서의 교부를 받고 정식으로 제 20 대 치가사 시장으로 취임했다 [2] . 임기 만료일은 2022년 11월 17일.

## 선거 결과
| 선거명                       | 직책명                          | 대수 | 정당   | 득표율 | 득표수   | 결과 |
| ---------------------------- | ------------------------------- | ---- | ------ | ------ | -------- | ---- |
| 2018년 치가사키 시 시장 선거 | 자민당 가나가와 현 의원 단 의장 | 20대 | 무소속 | 66.31% | 53,586표 | 1위  |